# Auf den Hund gekommen (Loriot)
Unter dem Titel Auf den Hund gekommen werden Zeichnungen des deutschen Humoristen Loriot zusammengefasst, die den Rollentausch von Mensch und Hund thematisieren. Die ersten Zeichnungen Loriots mit diesem Motiv wurden 1951 im Stern unter dem Titel Menschen sind an der Leine zu führen veröffentlicht. Zwei Jahre später erschien in derselben Zeitschrift die Serie Auf den Hund gekommen, deren Pilotfolge noch den Titel Auf den Menschen gekommen trug. Größere Proteste der Leserschaft des Sterns sorgten für ihre Einstellung nach nur neun Folgen. Ausgewählte Zeichnungen der Serie sowie bisher unveröffentlichtes Material erschienen 1954 in dem Buch Auf den Hund gekommen, mit dem Loriots lebenslange Zusammenarbeit mit dem Diogenes Verlag begann. Daneben sind Zeichnungen zu dem Thema auch in weiteren Veröffentlichungen Loriots enthalten.

## Inhalt
Auf den Zeichnungen werden Hunde und Menschen in alltäglichen Situationen dargestellt, wobei ihre Rollen vertauscht werden. Die Hunde gehen dabei auf zwei Beinen und sind deutlich größer als die Menschen. Die Menschen, die ebenfalls auf zwei Beinen gehen, sind meist als typische Loriot-Männchen dargestellt, die einen schwarzen Cutaway und eine gestreifte Hose sowie meist einen schwarzen Hut tragen. In den ersten Zeichnungen von 1951 ist ihre Nase noch schlank, die typische Knollennase Loriots erscheint erst später. In einigen wenigen Zeichnungen sind auch Frauen zu sehen, die ein Kleid tragen. In den Untertiteln, mit denen die meisten Zeichnungen versehen sind, kommen die Hunde zu Wort.

## Veröffentlichung

### Stern
Die ersten fünf Zeichnungen erschienen am 4. Februar 1951 auf der Humorseite des Sterns unter dem Titel Menschen sind an der Leine zu führen. Sie werden durch einen Text eingeführt, der davon berichtet, dass in Stockholm Hunde, deren Chromosomenzahl von Wissenschaftlern erhöht wurde, den erwarteten Riesenwuchs zeigen. Der Ausspruch „Menschen sind an der Leine zu führen“ wird als Prophezeiung Loriots dargestellt.
Zwei Jahre später, am 8. Februar 1953, erschien im Stern unter dem Titel Auf den Menschen gekommen eine weitere Humorseite mit Zeichnungen mit dieser Thematik. Auf ihr sind neben verkleinerten Nachdrucken der fünf Zeichnungen von 1951 auch fünf neue, größere Zeichnungen zu sehen. Diese zehn Zeichnungen nahmen eine ganze Seite statt der für Humorseiten des Sterns üblichen halben Seite ein und wurden wieder von einem wahrscheinlich von Loriot verfassten Text begleitet. Dieser berichtet davon, dass ein 1,91 Meter großer Dobermann im Hotel Excelsior die Damentoilette besuchen wollte, das Hotel jedoch unter Protestbellen verließ, nachdem er von der Toilettenfrau am Besuch gehindert worden war. Durch die Behauptung, dass die Visionen von Loriot nach zwei Jahren Wirklichkeit geworden sind, wird zudem explizit auf den Begleittext von 1951 verwiesen. Zwischen dem 24. Mai und dem 12. Juli 1953 erschienen wöchentlich insgesamt acht weitere Folgen der Serie unter dem Titel Auf den Hund gekommen. Diese Folgen waren nicht Teil der Humorseite, sondern erschienen im redaktionellen Teil.
Im Gegensatz zu den Beiträgen Menschen sind an der Leine zu führen und Auf den Menschen gekommen löste diese geballte Veröffentlichung der Serie heftige Reaktionen der Leserschaft des Sterns aus. In Leserbriefen, die Loriot in seinem autobiografischen Werk Möpse und Menschen veröffentlichte, wurde die Serie unter anderem als „ekelerregend und menschenunwürdig“, „widerlich“, „beschämend scheußlich“, „geschmacklos und primitiv“ sowie als „eine starke Herabsetzung des ‚homo sapiens‘“ bezeichnet. Außerdem drohte man damit, den Kauf der Zeitschrift so lange einzustellen, bis die Serie abgesetzt werde.
Die Proteste zeigten offenbar Wirkung und die Serie wurde eingestellt. In den folgenden vier Monaten erschienen keine weiteren Zeichnungen von Loriot im Stern. Die ab Juni 1953 wöchentlich in der Kinderbeilage Sternchen erscheinende Serie Reinhold das Nashorn war davon ausgenommen.

### Buch
Loriot begann noch 1953 mit der Suche nach einem Verlag, bei dem er Teile von Auf den Hund gekommen in Buchform veröffentlichen könne. Nachdem der Rowohlt Verlag abgelehnt hatte, vermittelte eine Bekannte Loriots den Kontakt zu Daniel Keel, der zwei Jahre zuvor in Zürich den Diogenes Verlag gegründet hatte. Dieser war auf der Suche nach einem modernen, deutschen Witzzeichner. Die beiden kamen ins Geschäft, das Buch erschien 1954, womit Loriot zum ersten deutschen Zeichner des Verlages wurde. Es war damit nach Reinhold das Nashorn, das im selben Jahr im Blüchert Verlag erschien, die zweite Publikation Loriots. Diogenes wurde in der Folgezeit zum Stammverlag Loriots und arbeitete mit ihm bis zu seinem Tod zusammen.
Das Buch enthielt nur etwa die Hälfte der zuvor bereits im Stern erschienenen Zeichnungen, die etwa die Hälfte des Buches ausmachten. Die andere Hälfte war bisher noch nicht veröffentlicht worden. Aufgrund einer Äußerung Loriots, er habe nie Originalzeichnungen für Bücher angefertigt, geht der Germanist Stefan Neumann davon aus, dass sie ebenfalls für den Stern bestimmt waren, dort aber aufgrund der vorzeitigen Absetzung der Serie nicht mehr veröffentlicht werden konnten. Alle Bildunterschriften sind im Gegensatz zu den handgeletterten Stern-Veröffentlichungen gesetzt. Darüber hinaus wurden an einigen Zeichnungen weitere Veränderungen vorgenommen. So wich der teilweise schnoddrige Umgangston der Hunde aus dem Stern im Buch einer sauberen Sprache. Außerdem wurde die zeichnerische Qualität der 1951 veröffentlichten Zeichnungen an die der neueren Zeichnungen angeglichen und Kleinigkeiten wie Bildhintergründe verändert. Einige Zeichnungen wurden aber auch in größerem Umfang verändert. So erschien in Menschen sind an der Leine zu führen ein Bild, auf dem ein Hund mit einem Menschen auf einem Stuhl sitzt und in ein Taschentuch weint. Untertitelt war die Zeichnung mit: „Und nu wollen se ihn einziehen als Meldemensch …“. Im Buch entfiel die Bildunterschrift und das Taschentuch wurde durch eine nachdenklich ans Gesicht gehaltene Pfote ersetzt. In einer anderen Zeichnung ist ein Mensch zu sehen, wie er in einer Zirkusmanege Kunststücke vorzeigt. Im Publikum, in dem nur Hunde sitzen, kommentieren zwei Hunde die Kunststücke des Menschen. Während im Stern der Untertitel „Das habe ich aber auch schon besser gesehen.“ lautet und damit der nörgelnde Zuschauer karikiert wird, ist die Zeichnung im Buch mit „Einer der klügsten Menschen, die ich je gesehen habe.“ untertitelt. Damit greift sie nun das Verhalten von Menschen auf, gehorsame bzw. geschickte Hunde als klug zu bezeichnen.
Teil des Buches war ein Vorwort des Schriftstellers Wolfgang Hildesheimer, der zwei Jahre zuvor mit seinen Lieblosen Legenden Bekanntheit erlangt hatte. Der Text ist aus Sicht eines Hundes geschrieben und setzt den von Loriot gezeichneten Rollentausch von Mensch und Hund fort. So stellt Hildesheimer dem Vorwort ein verdrehtes Zitat aus Goethes Faust voran: „Dem Menschen, wenn er gut erzogen,/wird selbst ein weiser Hund gewogen.“
Das Buch wurde ein kommerzieller Erfolg. So gab der Diogenes Verlag 1962 eine Auflagenhöhe von 52.000 Exemplaren an. 1993 sprach Loriot in einem Interview von ein paar Tausend Stück, die zu dieser Zeit jährlich verkauft würden. Das Buch erschien auch auf Niederländisch, Italienisch und Schwedisch. Außerdem enthalten verschiedene Sammelbände einen Teil der Zeichnungen.

## Analyse und Einordnung
Für Stefan Neumann stellt Auf den Hund gekommen den Beginn von Loriots Karriere als namhafter und herausragender Zeichner dar. Dabei wichen die ersten Zeichnungen in Menschen sind an der Leine zu führen auffällig stark vom damaligen meist harm- und witzlosen Zeichen-Mainstream ab, den Loriot zuvor noch zu kopieren versucht hatte. Mit dem Rollentausch zwischen Mensch und Tier greife er dabei ein Motiv mit einer langen literarischen und bildmotivischen Tradition auf, das auch eines der Grundelemente der Satire sei. Da die realen sozialen Rollen von Hund und Mensch so stark verinnerlicht seien, funktioniere die Komik, die sich aus diesem Rollentausch bei Loriot ergebe, auch dann noch, wenn sich der Betrachter auf den Rollentausch einlasse. Zudem weist Neumann darauf hin, dass der Rollentausch letztlich auch als eine Übertreibung des typischen menschlichen Versuchs verstanden werden könne, sich in seine Haustiere hineinzuversetzen.
Dietrich Grünewald sieht in der starken Ablehnung der Zeichnungen eine Nachwirkung der Zeit des Nationalsozialismus. So sei die Serie ein Paradebeispiel ironischer Komik über die menschliche Hybris und verlange vom Publikum die Fähigkeit zur Selbstironie. Diese sei zum Veröffentlichungszeitpunkt vielen Deutschen noch schwer gefallen, zum einen aus Scham vor dem Geschehenen, zum anderen aufgrund der nationalsozialistischen Ideologie, die die Deutschen als Angehörige einer „Herrenrasse“ dargestellt hatte.
Hunde spielten auch in späteren Werken Loriots eine große Rolle und werden von Stefan Neumann zu einem der zentralen Leitmotive in Loriots Schaffen gezählt. So ist der Zeichentrickhund Wum, der als Maskottchen der Aktion Sorgenkind ab 1971 in den ZDF-Sendungen Drei mal Neun und Der große Preis auftrat und mit dem Lied Ich wünsch mir ’ne kleine Miezekatze die Spitze der deutschen Singlecharts erreichte, eines der populärsten Werke von Loriot. Weitere Beispiele sind mehrere Auftritte von Loriots Möpsen in der Sendung Cartoon und der Trickfilmsketch Der sprechende Hund aus der Sendereihe Loriot. Die Bedeutung des Hundes für sein Werk spiegelt dabei die große Rolle wider, die die Tiere im Leben des Hundefreunds Loriot einnahmen.

## Ausgaben
Stern
- Menschen sind an der Leine zu führen. In: Stern. Nr. 5, 4. Februar 1951, S. 27.
- Auf den Menschen gekommen. In: Stern. Nr. 6, 8. Februar 1953, S. 37.
- Auf den Hund gekommen. Folge 2. In: Stern. Nr. 21, 24. Mai 1953, S. 27.
- Auf den Hund gekommen. Folge 3. In: Stern. Nr. 22, 31. Mai 1953, S. 21.
- Auf den Hund gekommen. Folge 4. In: Stern. Nr. 23, 7. Juni 1953, S. 20–21.
- Auf den Hund gekommen. Folge 5. In: Stern. Nr. 24, 14. Juni 1953, S. 24–25.
- Auf den Hund gekommen. Folge 6. In: Stern. Nr. 25, 21. Juni 1953, S. 26–27.
- Auf den Hund gekommen. Folge 7. In: Stern. Nr. 26, 28. Juni 1953, S. 22–23.
- Auf den Hund gekommen. Folge 7. In: Stern. Nr. 27, 5. Juli 1953, S. 20–21.
- Auf den Hund gekommen. Folge 9. In: Stern. Nr. 28, 12. Juli 1953, S. 22–23.

Bücher (Auswahl)
- Auf den Hund gekommen. 44 lieblose Zeichnungen. Diogenes, Zürich 1954.
- Honds bejegend. 38 liefdeloze tekeningen. Donker, Rotterdam 1956 (niederländisch).
- Vita da cani. Baldini & Castoldi, Mailand 1961 (italienisch).
- Loriots großer Ratgeber. Diogenes, Zürich 1968, S. 289–302.
- Det bästa hos hunden. respektlösa teckningar. Bergh, Malmö/Tübingen/Zürich 1980 (schwedisch).
- Menschen, Tiere, Katastrophen. Reclam, Stuttgart 1992, ISBN 3-15-008820-8, S. 153–154.
- Gesammelte Bildergeschichten. Diogenes, Zürich 2008, ISBN 978-3-257-06621-0, S. 175–200.